# 와칭

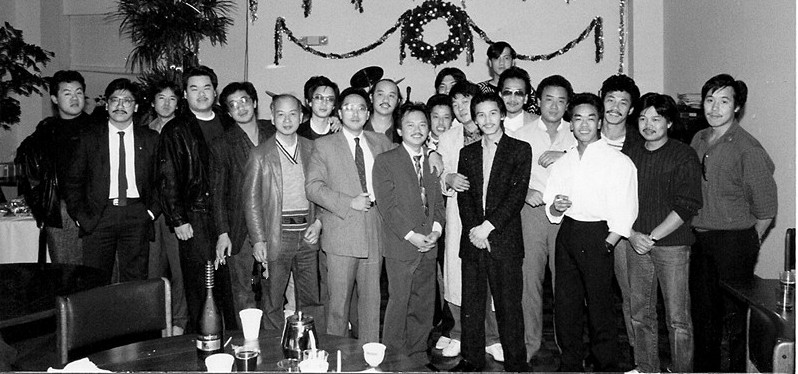
와칭 일원들

와칭(영어: Wah Ching, 중국어 정체자: 華青, 월병: Waa4 Cing1)은 1964년 미국 캘리포니아주 샌프란시스코에서 설립된 중국계 미국인 범죄 조직이자 거리 갱단이다. 와칭은 마약 판매, 강탈, 도박을 포함한 범죄에 연루되었다.